# Liste der Einträge im National Register of Historic Places im Jasper County (Iowa)

Lage des Jasper County in Iowa

Die Liste der Einträge im National Register of Historic Places im Jasper County in Iowa führt die Bauwerke und historischen Stätten im Jasper County auf, die in das National Register of Historic Places aufgenommen wurden.

## Legende
| NRHP | Historic Place    |
| HD   | Historic District |

## Aktuelle Einträge
| [ 2 ] | Name                               | Bild                              | Eintragsdatum        | Lage                                                                                               | Ort                 | Beschreibung                                                                              |
| ----- | ---------------------------------- | --------------------------------- | -------------------- | -------------------------------------------------------------------------------------------------- | ------------------- | ----------------------------------------------------------------------------------------- |
| 1     | Thomas Arthur House                | Thomas Arthur House               | 1982 ID-Nr. 82000410 | 322 North 8th Avenue, East 41° 42′ 24″ N, 93° 2′ 59″ W                                             | Newton              | 1865 im neugotischen Stil errichtetes Wohnhaus                                            |
| 2     | August H. Bergman House            | August H. Bergman House           | 1989 ID-Nr. 89000856 | 629 1st Avenue, East 41° 41′ 56″ N, 93° 2′ 44″ W                                                   | Newton              | 1909 im Spanish Revival genannten Baustil errichtetes Wohnhaus; heute Restaurant          |
| 3     | Byal Orchard Historic District     |                                   | 1994 ID-Nr. 94001255 | West 108th Street, rund 2,5 km südlich der Kreuzung mit dem IA 223 42° 6′ 28,3″ N, 93° 14′ 49,1″ W | Mingo               | 1933 angelegte Plantage                                                                   |
| 4     | Emerson Hough Elementary School    | Emerson Hough Elementary School   | 2002 ID-Nr. 02001232 | 700 North 4th Avenue, East 41° 42′ 12″ N, 93° 2′ 41″ W                                             | Newton              | 1927 errichtetes Schulgebäude                                                             |
| 5     | Fred Maytag Park Historic District |                                   | 2010 ID-Nr. 10000917 | 301 South 22nd Avenue, West 41° 41′ 47,9″ N, 93° 1′ 27,3″ W                                        | Newton              | 1935 angelegter Park                                                                      |
| 6     | German Evangelical Reformed Church |                                   | 1979 ID-Nr. 79000902 | IA 14 41° 49′ 3″ N, 93° 1′ 9″ W                                                                    | nördlich von Newton | 1892 errichtete evangelisch-reformierte Kirche deutscher Einwanderer                      |
| 7     | James Norman Hall House            | James Norman Hall House           | 1984 ID-Nr. 84003853 | 416 East Howard Street 41° 40′ 43″ N, 93° 14′ 19″ W                                                | Colfax              | 1887 errichtetes Wohnhaus                                                                 |
| 8     | Jasper County Courthouse           | Jasper County Courthouse          | 1981 ID-Nr. 81000249 | 1st Avenue zwischen West 1st Street und West 2nd Street 41° 42′ 0″ N, 93° 3′ 15″ W                 | Newton              | 1909–1911 im Beaux-Arts-Stil errichtetes Justiz- und Verwaltungsgebäude des Jasper County |
| 9     | J.G. and Regina Long House         |                                   | 1997 ID-Nr. 97000307 | County Road F70, rund 800 m westlich der Stadtgrenze 41° 31′ 24″ N, 93° 7′ 27″ W                   | Monroe              | 1865 im Italianate-Stil errichtetes Wohnhaus                                              |
| 10    | Lynnville Mill and Dam             | Lynnville Mill and Dam            | 1977 ID-Nr. 77000522 | East Street 41° 35′ 0″ N, 92° 47′ 13″ W                                                            | Lynnville           | 1848 errichtete Mühle und dazugehöriges Stauwerk                                          |
| 11    | Newton Downtown Historic District  | Newton Downtown Historic District | 2014 ID-Nr. 14000665 | Rund um den Courthouse Square 41° 41′ 58,2″ N, 93° 3′ 16,2″ W                                      | Newton              |                                                                                           |
| 12    | Red Bridge                         | Red Bridge                        | 1998 ID-Nr. 98000521 | Brücke der County Road S74 über den South Skunk River 41° 32′ 28″ N, 93° 1′ 15″ W                  | Monroe              | 1892 errichtete Fachwerkbrücke, heute für den Verkehr gesperrt                            |
| 13    | St. Stephen’s Episcopal Church     | St. Stephen’s Episcopal Church    | 1977 ID-Nr. 77000523 | 223 East 4th Street, North 41° 42′ 4″ N, 93° 3′ 0″ W                                               | Newton              | 1871–1874 im Carpenter Gothic genannten Baustil errichtete Episkopalkirche                |